# Мэнкью, Грегори
Ни́колас Гре́гори Мэ́нкью (англ. Nicholas Gregory Mankiw; род. 3 февраля 1958, Трентон, Нью-Джерси, США) — американский макроэкономист, профессор экономики Гарвардского университета, соавтор модели Мэнкью — Ромера — Вейла, представитель нового кейнсианства.

## Биография
Николас родился 3 февраля 1958 года под именем Григорий Манков (укр. Григорій Манків) в семье украинских иммигрантов в Трентон, штат Нью-Джерси.
Получил степень бакалавра в Принстонском университете в 1980 году, удостоен степени доктора философии в Массачусетском технологическом институте в 1984 году. Является профессором Гарвардского университета с 1987 года.
Председатель Совета экономических консультантов при президенте США Джордже Буше-младшем (2003—2005). Придерживается консервативных взглядов, был советником кандидата от Республиканской партии на президентских выборах 2012 года Митта Ромни.
На протяжении преподавательской деятельности Мэнкью читал различные курсы, в том числе микроэкономику, макроэкономику, статистику и основы экономической теории. Однажды он в течение лета работал инструктором по парусному спорту в Лонг-Бич.
Деятельность Г. Мэнкью не ограничивается преподавательской, исследовательской и авторской, он — директор программы по монетарной экономике в Национальном бюро экономических исследований (Кембридж, Массачусетс), а также является советником Федерального резервного банка в Бостоне и Бюджетной службы конгресса США.
2 ноября 2011 года студенты Гарвардского университета объявили забастовку, отказавшись слушать курс лекций по экономике, который читает Мэнкью, и отправившись на акцию «Occupy Boston». В своём открытом письме профессору они назвали его курс «предвзятым» и абстрагированным от широкого круга реалий современной Америки.
Семья
Профессор Г. Мэнкью живёт в городе Уэлсли (Массачусетс) с женой Деборой, детьми Кэтрин, Николасом и Питером.

### Книги
- Мэнкью Н. Г., Тейлор М. П. Экономикс. — СПб.: Питер, 2016 — 656c. — ISBN 978-5-496-00138-0 (англ. Economics).
- Мэнкью Н. Г., Тейлор М. П. Микроэкономика. — СПб.: Питер, 2016 — 544с. — ISBN 978-5-496-02419-8 (англ. Microeconomics).
- Мэнкью Н. Г., Тейлор М. П. Макроэкономика. — СПб.: Питер, 2016 — 560с. — ISBN 978-5-496-00140-3 (англ. Macroeconomics, 1992).
- Мэнкью Н. Г. Принципы макроэкономики. — СПб.: Питер, 2010 — 544с. — ISBN 978-5-91180-167-0 (англ. Brief Principles of Macroeconomics).
- Мэнкью Н. Г. Принципы экономикс. — СПб.: Питер, 2009 — 672с. — ISBN 978-5-91180-321-6 (англ. Essentials of Economics, 1998).
- Мэнкью Н. Г. Принципы микроэкономики. — СПб.: Питер, 2007 — 592с. — ISBN 978-5-91180-168-7 (англ. Principles of Microeconomics).
- Mankiw G. Monetary Policy. — University of Chicago Press, 1997 — 356p. — ISBN 0226503097.
- Mankiw G., Romer D. New Keynesian Economics: Volume 1: Imperfect Competition and Sticky Prices. — The MIT Press, 1991 — 444p. — ISBN 978-0-262-63133-4.

### Статьи
- Мэнкью Н. Г. Макроэкономист как ученый и инженер = The Macroeconomist as Scientist and Engineer (2006). Вопросы экономики. 2009;(5):86-103.
- Мэнкью Н. Г. Новая кейнсианская экономическая теория = New Keynesian Economics
- Mankiw G., Romer D., Weil D. Contribution to the Empirics of Economic Growth // NBER Working Paper, № 3541, December 1990.
- Какие акции покупать? Эй, мама, не спрашивай меня! = What Stock to Buy? Hey, Mom, Don’t Ask Me. // The New York Times 18 мая 2013